# Osnovna šola narodnega heroja Maksa Pečarja Ljubljana - Črnuče
Osnovna šola narodnega heroja Maksa Pečarja je osnovna šola na Črnučah. Njen šolski okoliš zajema zahodni dve tretjini Četrtne skupnosti Črnuče, saj učenci iz Šentjakoba in Podgorice obiskujejo Osnovno šolo Dragomelj. Poimenovana je po narodnem heroju Maksu Pečarju. Deluje v dveh stavbah, na Dunajski cesti 390 in Črnuški cesti 9. 
Trenutno je na šoli 124 zaposlenih, od tega 92 učiteljev in okrog 906 učencev. Trenutna ravnateljica je Zlatka Vlasta Zgonc, pomočnici ravnateljice pa Tatjana Ančnik in Alenka Velkavrh.

## Zgodovina
Prva osnovna šola na Črnučah, ki je imela le eno učilnico, je začela obratovati leta 1847 v današnji Severjevi hiši ob župnišču ob Črnušnjici. Najprej so v njej učili cerkovniki in prvi učitelj v njej je bil Franc Duhnar iz Mengša. Leta 1898 je bila v neposredni bližini sedanje zgrajena nova šola z dvema učilnicama.
Leta 1938 je bila zgrajena nova »ljudska šola«, ob Dunajski cesti, v kateri pouk poteka še danes. Med drugo svetovno vojno, ko so Črnuče zasedli Nemci, je pouk potekal okrnjeno in v nemščini, tako da so bili otroci v tem času prikrajšani za normalno izobrazbo.
Po koncu vojne je bila šola organizirana kot šestrazrednica. Število učencev se je zelo hitro večalo in leta 1947 je bila šolska zgradba obnovljena. 
Leta 1956 je šola prešla na osemletni sistem. Leta 1958 je bila poimenovana po narodnem heroju Maksu Pečarju.
Leta 1961 je Gradbeno podjetje Črnuče zgradilo prizidek šole. Leta 1963 je bila zgrajena tudi telovadnica in kmalu zatem preurejena zunanja okolica. Kljub vsemu je prostorska stiska postajala vse večja in na začetku sedemdesetih let so morali otroci obiskovati pouk v dveh izmenah ter v prostorih vrtca in se voziti na OŠ Mirana Jarca in tedanjo OŠ Borisa Kidriča.
Leta 1978 je bila s pomočjo samoprispevka zgrajena nova šolska stavba na Črnuški 9 in od takrat pouk poteka v obeh stavbah. Nekaj let po zgraditvi nove stavbe so pouk obiskovali tudi otroci iz Trzina.
Leta 1996 je bil zgrajen prizidek k stavbi na Črnuški 9, v katerem domujejo razredi razredne stopnje. Leta 1999 sta bili temeljito prenovljeni učilnici za pouk kemije in fizike ter leta 2000 v stavbo umeščena večja zbornica. Tega leta so bila tudi postavljena nova igrala na igrišču pri stavbi na Dunajski 390.
Leta 2018 sta bili obe stavbi energetsko obnovljeni, dograjena je bila Športna dvorana Maksa Pečarja, obstoječa telovadnica predelana v učilnice in v naslednjem letu zgrajeno še športno igrišče.